# Brolly Tivadar
Brolly Tivadar (Horpács, 1852. október 17. – 1944. február 5.) Pozsony polgármestere 1900-1918 között.

## Élete
Budapesten ügyvédi vizsgát tett, majd Pozsonyban telepedett le, mint gyakorló ügyvéd. Pozsony város szolgálatába lépett mint másodaljegyző, majd az 1884. évi tisztújítás után főjegyző lett. 1900. április 18-tól a város polgármestere. A királyi tanácsosi címet is elnyerte.
1900-ban megnyitotta a városi könyvtárat. 1911-ben a szoborbizottság elnökeként is átadta a Petőfi szobrot.
A pozsonyi Szent András temetőben nyugszik.

## Elismerései
- 1898 Ferenc József-rend lovagkeresztje